# Tom Linton
Tom Linton, né le 8 août 1975 à Mesa, Mesa (Arizona), est le guitariste du groupe Jimmy Eat World. Il fait également les chœurs.

## Biographie
Avec Jim Adkins, il écrit et compose les chansons du groupe. En plus de la guitare, il joue également de l'orgue et du piano.
C'est Linton qui est à l'origine du nom du groupe. Le nom vient de son enfance avec ses jeunes frères, où l'un d'entre eux, Ed, en a dessiné un autre, Jimmy, en train de dévorer le monde. Il ne faut pas confondre le « Jimmy » du titre du groupe avec Jim Adkins, le chef du groupe.
Linton participe régulièrement au Go Big Casino, l'un des projets parallèles d'Adkins.